# ラファエル・マルケス (サッカー選手)
ラファエル・マルケス・アルバレス（スペイン語: Rafael Márquez Álvarez, 1979年2月13日 - ）は、メキシコ・サモラ出身の元サッカー選手。サッカー指導者。元メキシコ代表。現役時代のポジションはDF（センターバック）、MF（センターハーフ）。
2001年12月にメキシコの女優と結婚し、2人の子どもをもうけたが、2007年初頭に離婚している。

## クラブ経歴

### CFアトラス
1996年、17歳の時にCFアトラスでキャリアをスタートさせ、CFアトラスでは77試合に出場した。

### ASモナコ
1999年、移籍金600万ユーロでリーグ・アンのASモナコに移籍した。ASモナコのスカウトはチリ代表のパブロ・コントレラスを視察するためにコパ・アメリカに赴き、その試合でマルケスが活躍をしたことから、両者と契約を結んだ。マルケスはすぐに成功を収め、クラブをリーグ制覇に導いた。

### FCバルセロナ
2003年、リーガ・エスパニョーラのFCバルセロナに移籍金500万ユーロで移籍した。FCバルセロナではかつてFWオラシオ・カサリンがプレーしており、クラブ史上2人目のメキシコ人選手となった。2003-04シーズンはリーグ戦21試合に出場し、リーグ戦は2位で終えた。2004-05シーズン途中にはティアゴ・モッタ、エジミウソン、ジェラール・ロペスなど中盤の底を務めていた選手が相次いで離脱したため、本来のポジションであるセンターバックではなく守備的ミッドフィールダーとして起用されたが、チームは17度目のリーグタイトルを獲得した。レバンテUD戦ではリーグ優勝を決めるサミュエル・エトーの得点をアシストしている。2005-06シーズン終盤には左膝を負傷して1ヶ月の間チームを離脱したが、UEFAチャンピオンズリーグ準決勝ACミラン戦ファーストレグで復帰した。2006年5月17日に行われたアーセナルFCとの決勝にも出場して2-1で勝利し、メキシコ人として初めて同大会優勝を果たした。
2006 FIFAワールドカップ後、マルケスは2010年6月までの延長契約にサインした。2006-07シーズンに負傷したにも関わらず2007年夏には他クラブへの移籍が噂され、クラブでの未来は漠然としたものであった。コパ・アメリカ2007でトップフォームを取り戻し、大会有数のディフェンダーとして3位というまずまずの結果を得た。2007-08シーズンは素晴らしいスタートを切り、キャプテンのカルレス・プジョルの負傷離脱中は新加入のガブリエル・ミリートと強固な信頼関係を築いた。しかし、度重なる怪我によりフォームを崩した後半戦はほとんどチームに貢献できず、チームもビジャレアルCFに追い抜かれてリーグ戦3位に終わった。2008年夏にはアメリカのヒューストンで開催された「フリーキックマスターズ2008」という大会に出場し、ロナウジーニョ、リオネル・メッシ、ロマーリオら多くの名フリーキッカーを抑えて優勝し、優勝トロフィーと共に賞金100万ドル（約1億円）を獲得した。
2008年夏にロナウジーニョがACミランに移籍したことで、フランク・ライカールト前監督が就任時に獲得した選手の最後の生き残りとなったが、ジョゼップ・グアルディオラ新監督はマルケスへの信頼を示した。2008-09シーズンはプジョルとともにセンターバックのファーストチョイスであり、2008年12月13日のレアル・マドリード戦ではFCバルセロナでの公式戦通算200試合出場を達成した。2009年4月28日のUEFAチャンピオンズリーグ準決勝・チェルシーFC戦で左膝を負傷し、チームメイトより一足早くシーズンを終えた。2008-09シーズンはリーグ、コパ・デル・レイ、UEFAチャンピオンズリーグの3冠を達成する歴史的なシーズンであったが、マルケスはピッチの外から優勝を喜んだ。2009年夏にはセリエAのACFフィオレンティーナからオファーを受け取ったが、FCバルセロナで選手生活を終えたいと主張して残留した。2009年11月にはクラブとの契約を2012年まで延長した。2010年2月20日、ラシン・サンタンデール戦で復帰後初得点を決めた。7月31日、クラブとの契約を解除してフリーの身になった。FCバルセロナで最も成功を収めた外国人選手のひとりであり、7シーズンの在籍期間中に12個のトロフィーを獲得している。242試合に出場して14得点したが、この試合数は外国人選手としてはクラブ史上8位、非欧州国籍選手としてはクラブ史上最多の記録だった。

### ニューヨーク・レッドブルズ
2010年8月2日、MLSのニューヨーク・レッドブルズと3年契約を結んだ。マルケスはクラブにとって3人目の特別指定選手(Designated Player)であり、8月3日にティエリ・アンリとともにレッドブル・アリーナでお披露目が行われた。8月8日のシカゴ・ファイアー戦でMLSデビューを飾り、8月21日のトロントFC戦で初得点を決めた。10月21日にニューイングランド・レボリューションに勝利してイースタン・カンファレンス優勝を決めた。

### エラス・ヴェローナ
2014年8月4日、セリエAのエラス・ヴェローナに移籍することが所属元のクルブ・レオンから発表され、8月7日にエラス・ヴェローナからも移籍が発表された。

### アトラスFC
2015年12月20日、古巣アトラスFCに復帰することが発表された。
2018年7月自身のインスタグラムにて現役引退を発表した。

## 代表経歴

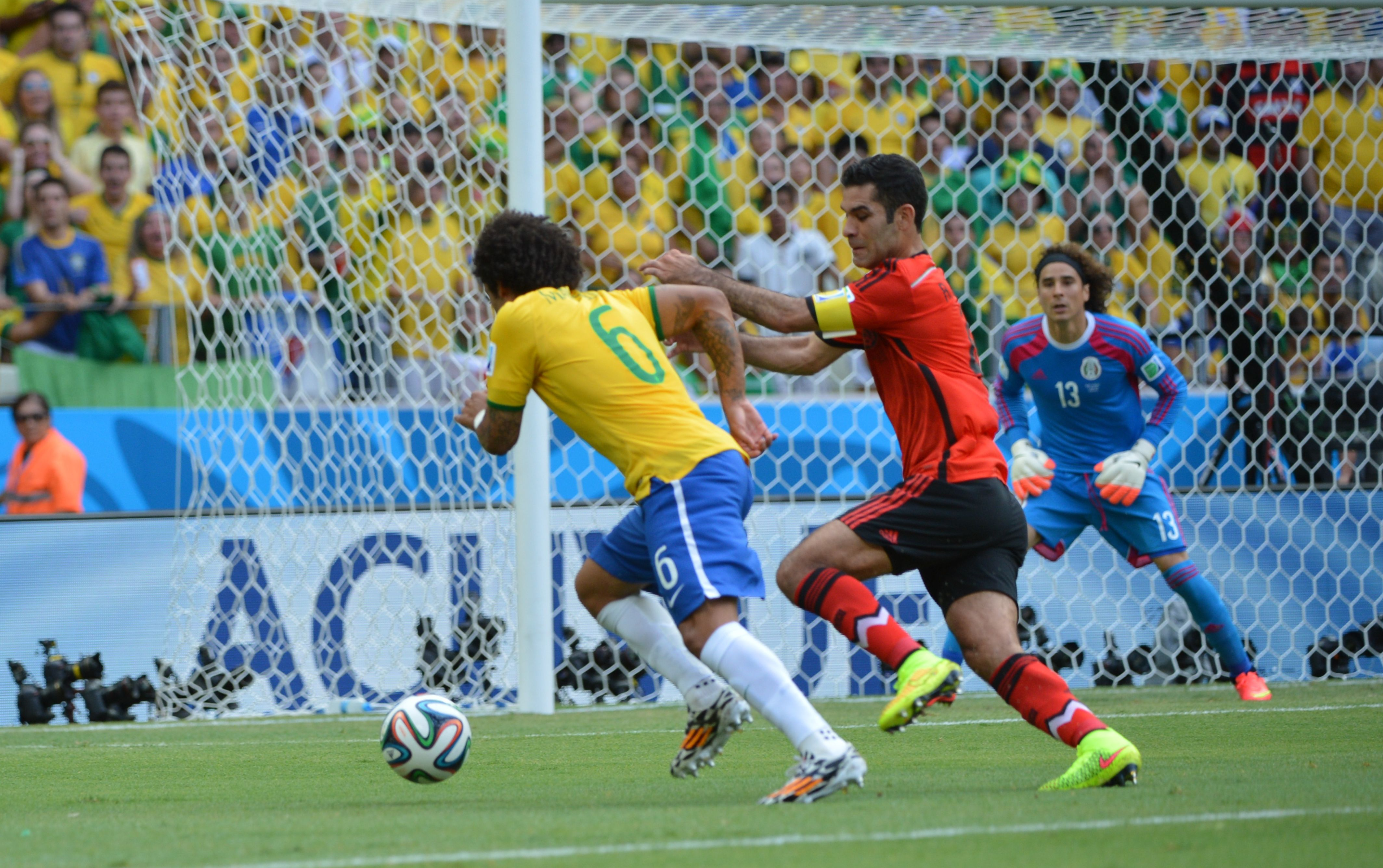
2014 FIFAワールドカップに出場したマルケス

1999年にはナイジェリアで行われたFIFAワールドユース選手権に出場し、グループリーグのU-20オーストラリア戦とU-20アイルランド戦で得点を挙げた。決勝トーナメントではルシアーノ・ガジェッティらを擁するU-20アルゼンチン代表に勝利したが、累積警告のために準々決勝のU-20日本代表戦には出場できず、チームも敗れた。
1997年2月5日のエクアドル戦でメキシコA代表デビューした。1998年の1998 FIFAワールドカップには招集されなかったが、同年のCONCACAFゴールドカップと1999年のFIFAコンフェデレーションズカップ1999では優勝を勝ち取った。
日本と韓国で共催された2002 FIFAワールドカップでは23歳だったにもかかわらずハビエル・アギーレ監督からキャプテンを任され、メキシコ代表の4試合すべてに先発出場した。グループリーグでは力強いプレーを見せたが、アメリカとの決勝トーナメント1回戦ではレッドカードを受けて退場し、0-2で敗れてベスト16に終わった。
2006 FIFAワールドカップ・北中米カリブ海予選では必要不可欠な選手であり、リカルド・ラ・ボルペ監督に選出されて本大会にも出場した。グループリーグ3試合すべてに出場し、決勝トーナメント1回戦のアルゼンチン戦では1-2で敗れたもののメキシコ唯一の得点を決めた。
2010 FIFAワールドカップでもキャプテンを務め、開催国の南アフリカ戦では79分に得点を決め、2-0で勝利したフランス戦ではハビエル・エルナンデスの先制点をアシストした。
2014 FIFAワールドカップのメンバーにも選出され、キャプテンとして4度目のワールドカップ出場を果たした。グループリーグ第3戦のクロアチア戦では自身3大会連続ゴールとなる先制点を挙げ、さらにエルナンデスのゴールをアシスト。大会選定のマンオブザマッチに選定される活躍で、メキシコの6大会連続の16強入りに貢献した。
FIFAコンフェデレーションズカップ2017のメンバーにも選出され、グループリーグ第2戦のニュージーランド戦に途中出場し、準決勝のドイツ戦にも途中出場した。3位決定戦となるポルトガル戦には先発出場し、延長106分までプレイした。
2018 FIFAワールドカップのメンバーにも選ばれた。グループリーグ初戦のドイツ戦に途中出場し、ワールドカップ5大会連続出場を記録した。これは、元メキシコ代表アントニオ・カルバハル、元ドイツ代表ローター・マテウス、元イタリア代表ジャンルイジ・ブッフォンに次ぐ4人目の偉業となった。

## 監督
2022年7月14日、バルセロナBの監督に2年契約で就任した。

## 個人成績

### クラブでの出場記録
| クラブ成績 | クラブ成績                 | クラブ成績   | リーグ | リーグ | カップ       | カップ       | 国際大会       | 国際大会       | 通算 | 通算 |
| シーズン   | クラブ                     | リーグ       | 出場   | 得点   | 出場         | 得点         | 出場           | 得点           | 出場 | 得点 |
| メキシコ   | メキシコ                   | メキシコ     | リーグ | リーグ | カップ       | カップ       | 北中米カリブ海 | 北中米カリブ海 | 通算 | 通算 |
| ---------- | -------------------------- | ------------ | ------ | ------ | ------------ | ------------ | -------------- | -------------- | ---- | ---- |
| 1996-97    | CFアトラス                 | プリメーラ   | 24     | 2      | —            | —            | —              | —              | 24   | 2    |
| 1997-98    | CFアトラス                 | プリメーラ   | 20     | 1      | —            | —            | —              | —              | 20   | 1    |
| 1998-99    | CFアトラス                 | プリメーラ   | 33     | 3      | —            | —            | —              | —              | 33   | 3    |
| MON        | MON                        | MON          | リーグ | リーグ | カップ       | カップ       | 国際大会       | 国際大会       | 通算 | 通算 |
| 1999-00    | ASモナコ                   | リーグ・アン | 23     | 3      | 2            | 0            | 6              | 0              | 31   | 3    |
| 2000-01    | ASモナコ                   | リーグ・アン | 15     | 1      | 0            | 0            | 4              | 0              | 19   | 1    |
| 2001-02    | ASモナコ                   | リーグ・アン | 19     | 0      | 3            | 0            | —              | —              | 22   | 0    |
| 2002-03    | ASモナコ                   | リーグ・アン | 30     | 1      | 0            | 0            | —              | —              | 30   | 1    |
| スペイン   | スペイン                   | スペイン     | リーグ | リーグ | 国王杯       | 国王杯       | ヨーロッパ     | ヨーロッパ     | 通算 | 通算 |
| 2003-04    | FCバルセロナ               | ラ・リーガ   | 22     | 1      | 6            | 0            | 3              | 0              | 31   | 1    |
| 2004-05    | FCバルセロナ               | ラ・リーガ   | 34     | 3      | 1            | 0            | 6              | 0              | 41   | 3    |
| 2005-06    | FCバルセロナ               | ラ・リーガ   | 25     | 0      | 4            | 1            | 8              | 0              | 37   | 1    |
| 2006-07    | FCバルセロナ               | ラ・リーガ   | 21     | 1      | 7            | 0            | 7              | 0              | 35   | 1    |
| 2007-08    | FCバルセロナ               | ラ・リーガ   | 23     | 2      | 5            | 0            | 8              | 0              | 36   | 2    |
| 2008-09    | FCバルセロナ               | ラ・リーガ   | 23     | 1      | 4            | 1            | 10             | 1              | 37   | 3    |
| 2009-10    | FCバルセロナ               | ラ・リーガ   | 15     | 1      | 3            | 0            | 5              | 0              | 23   | 1    |
| アメリカ   | アメリカ                   | アメリカ     | リーグ | リーグ | USオープン杯 | USオープン杯 | 北中米カリブ海 | 北中米カリブ海 | 通算 | 通算 |
| 2010       | ニューヨーク・レッドブルズ | MLS          | 10     | 1      | 2            | 0            | -              | -              | 12   | 1    |
| 2011       | ニューヨーク・レッドブルズ | MLS          | 19     | 0      | 2            | 0            | -              | -              | 21   | 0    |
| 2012       | ニューヨーク・レッドブルズ | MLS          | 15     | 0      | 2            | 0            | -              | -              | 17   | 0    |
| メキシコ   | メキシコ                   | メキシコ     | リーグ | リーグ | カップ       | カップ       | 北中米カリブ海 | 北中米カリブ海 | 通算 | 通算 |
| 2012-13    | クルブ・レオン             | リーガMX     | 13     | 0      | -            | -            | 1              | 0              | 14   | 1    |
| 2013-14    | クルブ・レオン             | リーガMX     | 25     | 1      | -            | -            | 7              | 0              | 32   | 1    |
| 2014-15    | クルブ・レオン             | リーガMX     | 2      | 0      | -            | -            | -              | -              | 2    | 0    |
| イタリア   | イタリア                   | イタリア     | リーグ | リーグ | イタリア杯   | イタリア杯   | ヨーロッパ     | ヨーロッパ     | 通算 | 通算 |
| 2014-15    | エラス・ヴェローナ         | セリエA      | 26     | 0      | 3            | 0            | -              | -              | 29   | 0    |
| 2015-16    | エラス・ヴェローナ         | セリエA      | 9      | 0      | 1            | 0            | -              | -              | 10   | 0    |
| メキシコ   | メキシコ                   | メキシコ     | リーグ | リーグ | カップ       | カップ       | 北中米カリブ海 | 北中米カリブ海 | 通算 | 通算 |
| 2015-16    | CFアトラス                 | リーガMX     | 14     | 1      | -            | -            | -              | -              | 14   | 1    |
| 2016-17    | CFアトラス                 | リーガMX     | 23     | 0      | -            | -            | -              | -              | 23   | 0    |
| 2017-18    | CFアトラス                 | リーガMX     | 21     | 0      | -            | -            | -              | -              | 21   | 0    |
| 通算       | メキシコ                   | メキシコ     | 135    | 8      | -            | -            | 8              | 0              | 143  | 8    |
| 通算       | フランス                   | フランス     | 87     | 5      | 5            | 0            | 10             | 0              | 102  | 5    |
| 通算       | スペイン                   | スペイン     | 163    | 9      | 30           | 2            | 47             | 1              | 240  | 12   |
| 通算       | アメリカ                   | アメリカ     | 44     | 1      | 6            | 0            | -              | -              | 50   | 1    |
| 通算       | イタリア                   | イタリア     | 35     | 0      | 5            | 0            | -              | -              | 39   | 0    |
| 総通算     | 総通算                     | 総通算       | 504    | 23     | 46           | 2            | 65             | 1              | 615  | 26   |

## 代表歴

### 出場大会
- メキシコ代表
  - 2002 FIFAワールドカップ
  - 2006 FIFAワールドカップ
  - 2010 FIFAワールドカップ
  - 2014 FIFAワールドカップ
  - 2018 FIFAワールドカップ

### 試合数
- 国際Aマッチ 148試合 18得点（1997年-2018年）[17]

| メキシコ代表 | 国際Aマッチ | 国際Aマッチ |
| 年           | 出場        | 得点        |
| ------------ | ----------- | ----------- |
| 1997         | 1           | 0           |
| 1998         | 0           | 0           |
| 1999         | 12          | 1           |
| 2000         | 10          | 2           |
| 2001         | 12          | 0           |
| 2002         | 7           | 1           |
| 2003         | 4           | 1           |
| 2004         | 8           | 1           |
| 2005         | 9           | 1           |
| 2006         | 6           | 1           |
| 2007         | 9           | 1           |
| 2008         | 6           | 1           |
| 2009         | 2           | 0           |
| 2010         | 12          | 1           |
| 2011         | 11          | 1           |
| 2012         | 2           | 0           |
| 2013         | 5           | 2           |
| 2014         | 9           | 2           |
| 2015         | 5           | 0           |
| 2016         | 7           | 2           |
| 2017         | 6           | 0           |
| 2018         | 5           | 0           |
| 通算         | 148         | 18          |

### 得点
| #   | 日時           | 場所                     | 対戦相手             | スコア | 最終結果   | 大会                                        |
| --- | -------------- | ------------------------ | -------------------- | ------ | ---------- | ------------------------------------------- |
| 1.  | 1999年2月5日   | 湾仔                     | エジプト             | 1 – 0  | 3 – 0      | カールスバーグ・カップ                      |
| 2.  | 1999年8月16日  | クサンティ               | ギリシャ             | 1 – 1  | 2 – 3      | 親善試合                                    |
| 3.  | 2000年2月13日  | サン・ディエゴ           | トリニダード・トバゴ | 1 – 0  | 4 – 0      | 2000 CONCACAFゴールドカップ                 |
| 4.  | 2000年9月3日   | メキシコシティ           | パナマ               | 5 – 1  | 7 – 1      | 2002 FIFAワールドカップ・北中米カリブ海予選 |
| 5.  | 2002年5月12日  | メキシコシティ           | コロンビア           | 2 – 1  | 2 – 1      | 親善試合                                    |
| 6.  | 2003年7月24日  | メキシコシティ           | コスタリカ           | 1 – 0  | 2 – 0      | 2003 CONCACAFゴールドカップ                 |
| 7.  | 2004年6月19日  | サン・アントニオ         | ドミニカ国           | 0 – 3  | 0 – 10     | 2006 FIFAワールドカップ・北中米カリブ海予選 |
| 8.  | 2005年9月7日   | メキシコシティ           | パナマ               | 2 – 0  | 5 – 0      | 2006 FIFAワールドカップ・北中米カリブ海予選 |
| 9.  | 2006年6月24日  | ライプツィヒ             | アルゼンチン         | 0 – 1  | 2 (延長) 1 | 2006 FIFAワールドカップ                     |
| 10. | 2007年3月28日  | オークランド             | エクアドル           | 2 – 2  | 4 – 2      | 親善試合                                    |
| 11. | 2008年8月10日  | トゥストラ・グティエレス | カナダ               | 2 – 0  | 2 – 1      | 2010 FIFAワールドカップ・北中米カリブ海予選 |
| 12. | 2010年6月11日  | ヨハネスブルク           | 南アフリカ共和国     | 1 – 1  | 1 – 1      | 2010 FIFAワールドカップ                     |
| 13. | 2011年6月12日  | シカゴ                   | コスタリカ           | 1 – 0  | 4 – 1      | 2011 CONCACAFゴールドカップ                 |
| 14. | 2013年10月30日 | サンディエゴ             | フィンランド         | 1 – 0  | 4 – 2      | 非公式試合                                  |
| 15. | 2013年11月13日 | メキシコシティ           | ニュージーランド     | 5 – 0  | 5 – 1      | 2014 FIFAワールドカップ・大陸間プレーオフ   |
| 16. | 2014年4月2日   | グレンデール             | アメリカ合衆国       | 2 – 1  | 2 – 2      | 親善試合                                    |
| 17. | 2014年6月23日  | レシフェ                 | クロアチア           | 0 – 1  | 1 – 3      | 2014 FIFAワールドカップ                     |
| 18. | 2016年6月5日   | グレンデール             | ウルグアイ           | 2 – 1  | 3 – 1      | コパ・アメリカ・センテナリオ                |
| 19. | 2016年11月11日 | コロンバス               | アメリカ合衆国       | 1 – 2  | 1 – 2      | 2018 FIFAワールドカップ・北中米カリブ海予選 |

## タイトル

### クラブ
ASモナコ
- リーグ・アン：1回 (1999-2000)
- トロフェ・デ・シャンピオン：1回 (2000)
- クープ・ドゥ・ラ・リーグ：1回 (2003)

FCバルセロナ
- リーガ・エスパニョーラ：4回 (2004-05, 2005-06, 2008-09, 2009-10)
- スーペルコパ・デ・エスパーニャ：3回 (2005, 2006, 2009)
- UEFAチャンピオンズリーグ：2回 (2005-2006, 2008-2009)
- コパ・デル・レイ：1回 (2009)
- UEFAスーパーカップ：1回 (2009)
- FIFAクラブワールドカップ：1回 (2009)

ニューヨーク・レッドブルズ
- MLSイースタン・カンファレンス：1回 (2010)

### 代表
メキシコ代表
- FIFAコンフェデレーションズカップ：1回 (1999)
- CONCACAFゴールドカップ：1回 (2003)

### 個人
- リーグ・アン最優秀DF賞：1回 (2000)
- 北米最優秀選手：1回 (2005)
- IFFHS 世界で最も人気のある選手：第3位 (2006)
- フリーキックマスターズ：1回 (2008)